# MV Royal Iris
Le MV Royal Iris est un ancien ferry de la compagnie Mersey Ferry (en) sur la rivière Mersey. Il est en attente d'une restauration.
Ce bâtiment est inscrit au registre du National Historic Ships  depuis 2011 avec le certificat n°2410.

## Histoire
Le navire a été construit par William Denny & Brothers de Dumbarton et lancé en Décembre 1950. Les moteurs ont été produits par Ruston & Hornsby Metropolitan-Vickers de Lincoln. Il a fait ses essais sur la rivière Clyde, le 24 avril 1951.
Il est arrivé sur la rivière Mersey le 28 avril 1951 pour être exploité par la Wallasey Corporation. En entrant en service le 5 mai 1951, le ferry était autorisé à transporter 2 296 passagers en service normal de traversier, ou 1 000 pour la croisière. Le Vendredi 7 septembre 1951, le cuirassé HMS Duke of York, qui était remorqué à Gare Loch pour être démantelé, est entré en collision avec le Royal Iris au Gladstone Dock (en). Certains passagers ont été hospitalisés à la suite de l'accident.
Pendant les années 1960, de nombreux concerts associés à la Merseybeat ont été réalisés sur le ferry, comme The Beatles ou Gerry and the Pacemakers.

### Les dernières années
Le Royal Iris a été transféré à la flotte du Merseytravel (en) le 1er décembre 1969, qui se composait de sept navires. À cause d'une dette financière en cours, le Royal Iris a été mis à la disposition de Harland and Wolff à Bootle entre 1971-72. Il a été utilisé par la suite, presque exclusivement, en tant que navire de croisière.
Lorsqu'il a été amarré pour le contrôle technique annuel le 12 janvier 1975, un incendie a éclaté dans la salle des machines, causant des dommages électriques considérables.
Le 21 juin 1977, Royal Iris transporta la reine et le duc lors du Silver Jubilee of Elizabeth II (en). Le navire a aussi été utilisé par ITV Granada, au cours de l'été 1980, comme décor pour la série télévisée The Mersey Pirate (en).
En 1984,  IrisRoyal et les trois autres Ferrys Mersey ont reçu la livrée rouge, blanc et bleu pour marquer en 1984 l'International Garden Festival (en) à Liverpool.
En avril-mai 1985, le navire quitte l'Écosse pour la première fois. Il a été envoyé pour un aller-retour à Londres à titre publicitaire à côté du HMS Belfast.
Au début des années 1990, le ferry trop lent devenait coûteux à entretenir. Il fit une croisière d'adieu le 12 janvier 1991, avant d'être mis hors service et en attente de son destin. Le 21 avril 1991, le bateau a obtenu une licence d'un jour du ministère des Transports pour une croisière avec 600 personnes pour marquer le 73e anniversaire du Raid sur Zeebruges de 1918. Le 16 août 1991, il a été placé aux mains démolisseurs SC Chambers Limited de Liverpool.
En novembre 1991, il a été vendu à un consortium pour être transformé en discothèque flottante, restaurant et centre de conférence, basé à Liverpool sous le nom de Mr Smith's Nightclub. Puis il a été livré au complexe du Stanley Dock au début de 1992 pour commencer une nouvelle vie dans le Merseyside. Après de multiples rebondissements, rachats et éventuelles destinations, le navire a été remorqué en 2002 sur la Tamise près de Woolwich, en attendant une refonte possible une discothèque flottante. Il est resté amarré sans entretien et squatté.
Au moment de son inscription au National Historic Ships en 2011, Royal Iris était en cale sèche avec une promesse de restauration complète planifiée par son propriétaire actuel. En 2014, Royal Iris est toujours échoué en attente d'un éventuel financement.